# 上狮紫珠
上狮紫珠（学名：Callicarpa siong-saiensis）是马鞭草科紫珠属的植物，为中国的特有植物。分布于中国大陆的福建等地，生长于海拔20米至30米的地区，常生于石质山边，目前尚未由人工引种栽培。